# Шилиха (Краснобаковский район)
Шилиха — деревня в Краснобаковском районе Нижегородской области. Входит в состав Чащихинского сельсовета..
Соседние сёла: Носовая в 2 км на северо-восток и посёлок Жаренский в 3,8 км на юго-западе. Расстояние до райцентра — около 30 километров на юго-запад.
По данным на 1999 год, численность населения составляла 20 чел.